# Сандово
Сандово (рус. Сандово) насељено је место са административним статусом варошице (рус. посёлок городского типа) у европском делу Руске Федерације и административни центар Сандовског рејона смештеног на крајњем североистоку Тверске области.
Према проценама националне статистичке службе, у вароши су 2014. живела 3.382 становника.

## Географија
Варшица Сандово се налази у североисточном делу Тверске области, на месту где се у реку Ратињу улива њена притока Орудовка (обе реке припадају басену реке Волге). Насеље се налази на око 248 километара североисточно од административног центра области града Твера.
Кроз варошицу пролази важна железничка пруга на релацији Москва—Каљазин—Сонково—Санкт Петербург.

## Историја
Насеље се у писаним изворима први пут помиње око 1500. године под именом Орудово (вероватно од имена реке која туда протиче), а познато је да је све до 1764. егзистирало као манастирски посед оближњег Краснохолсмког Николајевског манастира.
Прве детаљне мапе насеља израђене су 1745. и 1792. године. Године 1775. насеље је заједно са суседним насељеним местима прикључено Весјегонској парохији. Почетком XIX века у насељу је у 32 домаћинства живело 225 људи.
У другој половини XIX века у насељу је отворена прва школа која је деловала при локалној цркви, док је 1889. отворена прва амбуланта.
Сандовски округ је формиран у мају 1924, а након што је 1929. основан Сандовски рејон његов административни центар постаје тадашње село орудово које мења име у Сандово. Рејон је првобитно био делом Бежецког округа Московске области, а у границама Тверске области је од 1935. године.
Садашњи административни статус варошице Сандово има од 1967. године.

## Демографија
Према подацима са пописа становништва 2010. у вароши је живело 3.507 становника, док је према проценама за 2014. ту живело 3.797 становника.
| 1897. | 1959. | 1970. | 1979. | 1989. | 2002. | 2010. | 2014. |
| ----- | ----- | ----- | ----- | ----- | ----- | ----- | ----- |
| ---   | 1.895 | 2.875 | 3.807 | 4.605 | 3.933 | 3.507 | 3.797 |